# Henrik Ruse
Henrik Ruse, baron de Rysensteen, né le 9 avril 1624 à Ruinen et mort le 22 février 1679 à Sauwerd, est un ingénieur militaire néerlandais ayant passé l'essentiel de sa carrière au service du Danemark.

## Biographie
Henrik Ruse est le fils du prêtre de la paroisse de Ruinen, dans la province de Drenthe. Il se destine à une carrière militaire et combat dans l'armée française pendant la guerre de Trente Ans lors des batailles de Fribourg (1644) et d'Alerheim (1645). En 1646, il passe au service de la république de Venise où il combat les Ottomans lors de la guerre de Candie jusqu'en 1651. Il retourne alors aux Provinces-Unies et est nommé ingénieur des défenses d'Amsterdam grâce à sa connaissance des systèmes de fortifications.
En 1654, il écrit un livre sur les récents progrès en matière de fortifications. Il se marie la même année avec Susanna Dubbengiesser. De ce mariage naissent trois filles, dont une seule atteint l'âge adulte. Ruse travaille désormais comme architecte et conçoit notamment les plans de l'église de Hoogeveen. Il passe ensuite comme ingénieur militaire au service de Jean-Maurice de Nassau-Siegen, pour lequel il conçoit les fortifications de Kalkar, et de Christian-Louis de Brunswick-Lunebourg, concevant les fortifications de Harburg en 1660.
Ruse est alors engagé par le roi Frédéric III de Danemark pour reconstruire les fortifications de Copenhague endommagées pendant la première guerre du Nord. Il réalise en 1661 les plans de la citadelle de Copenhague, dont les travaux se terminent en 1664. Il est nommé général et inspecte et répare plusieurs systèmes de défense danois pendant les années suivantes. Il dresse également les plans de deux nouveaux districts de Copenhague.
En 1671, il est élevé au rang de baron de Rysensteen et devient membre de l'ordre de Dannebrog. Envoyé en Norvège en 1673, il y commande une armée pendant la guerre de Scanie et remporte plusieurs succès. En 1677, il a moins de chance lors d'opérations en Scanie et, se plaignant du manque de soutien logistique, demande à prendre sa retraite. Celle-ci lui est accordée et il rentre aux Provinces-Unies. Il meurt un peu plus d'un an plus tard dans sa propriété de Sauwerd.